# Centre d'Art d'Escaldes-Engordany
El Centre d'Art d'Escaldes-Engordany, també conegut com a CAEE, és un equipament cultural andorrà.
Està ubicat en un edifici catalogat dels anys 30 del segle xx, representant de l'arquitectura de granit andorrana, a l'Avinguda Carlemany, 30 d'Escaldes-Engordany. És gestionat pel Comú d'Escaldes-Engordany. Va ser inaugurat l'agost de 2005 i gestiona dues col·leccions permanents i una sala d'exposicions temporals. El centre és el resultat de la fusió de 2 museus locals que existien prèviament, el Museu Viladomat i el Museu de les Maquetes d'Art Romànic. Al llarg del temps la seu del CAEE ha tingut diverses funcions: garatge, escola per a nois, cinema, entitat bancària i des del 2005 espai cultural. Actualment rep una mitjana d'uns 10.000 visitants anuals

## Edifici
L'edifici fou construït pels frares benedictins de Montserrat entre 1932 i 1933. Concebut inicialment com un garatge connectat amb l'Hostal Valira amb una escola infantil a la primera planta. Amb els anys, l'edifici va acollir diversos usos. Abans de la guerra civil espanyola, alguns monjos benedictins catalans van establir-se a Escaldes per evitar riscos. A Escaldes, van col·laborar en la construcció del garatge Valira, l'escola Meritxell i l'Hostal Valira, promogut per l'abat de Montserrat Antoni Maria Marcet i projectat l'any 1933 per l'arquitecte benedictí Celestí Gusí, seguidor de Puig i Cadafalch.
Actualment, l'espai disposa de 3 plantes, cadascuna dedicada a una temàtica:
- Sala Josep Viladomat. En aquesta Sala es mostren escultures de l'escultor manlleuenc nascut el 1899. Es poden visitar bronzes, marbres i escultures de guix, principalment d'estil noucentista.
- Sala d'exposicions temporals: La segona planta de l'edifici es fa servir com a sala d'exposicions temporals, sovint relacionades amb l'activitat artística de les escoles del municipi.
- Sala de maquetes d'Art Romànic: La tercera planta mostra una col·lecció de maquetes representants de l'art romànic llombard d'Andorra. La majoria de les maquetes estan realitzades per l'artista Josep Colomé.

## Col·lecció permanent

### Fons Viladomat

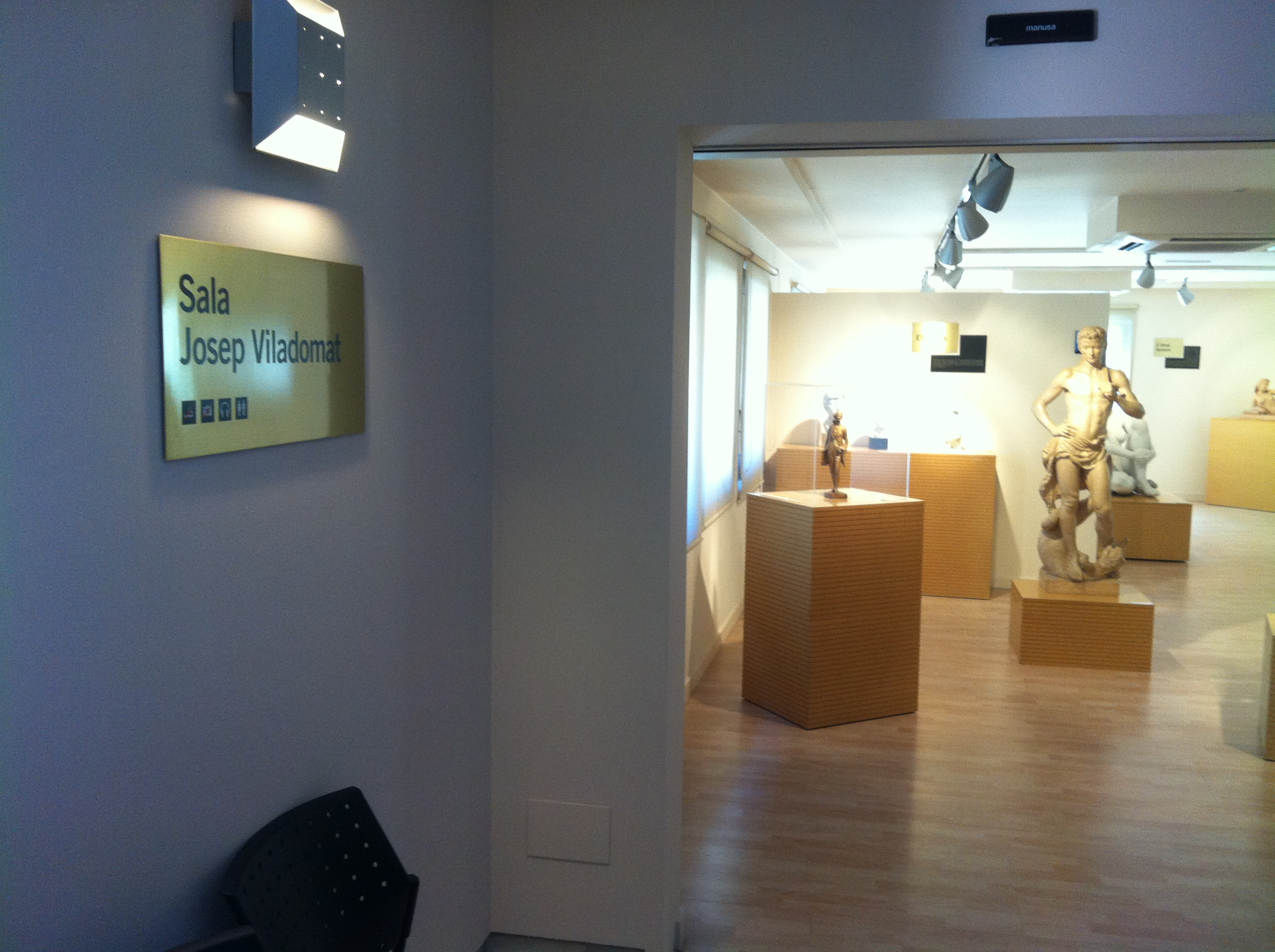
Sala Josep Viladomat

El CAEE disposa d'un fons de l'obra de Josep Viladomat format per prop de 300 peces, realitzades amb tècniques diverses i materials com el bronze, el guix o el marbre. En exposició es poden veure una cinquantena de les peces del fons, seguint un itinerari temàtic. Destaquen obres com Tòrtola València. Dansa oriental (1919), Nu de blau (1936), La República (1932), El jove milicià (1938) o Pietat (1954).
Viladomat es va establir a Escaldes en finalitzar la Guerra Civil Espanyola, i hi residiria fins a la seva mort el 1989.

### Col·lecció de maquetes

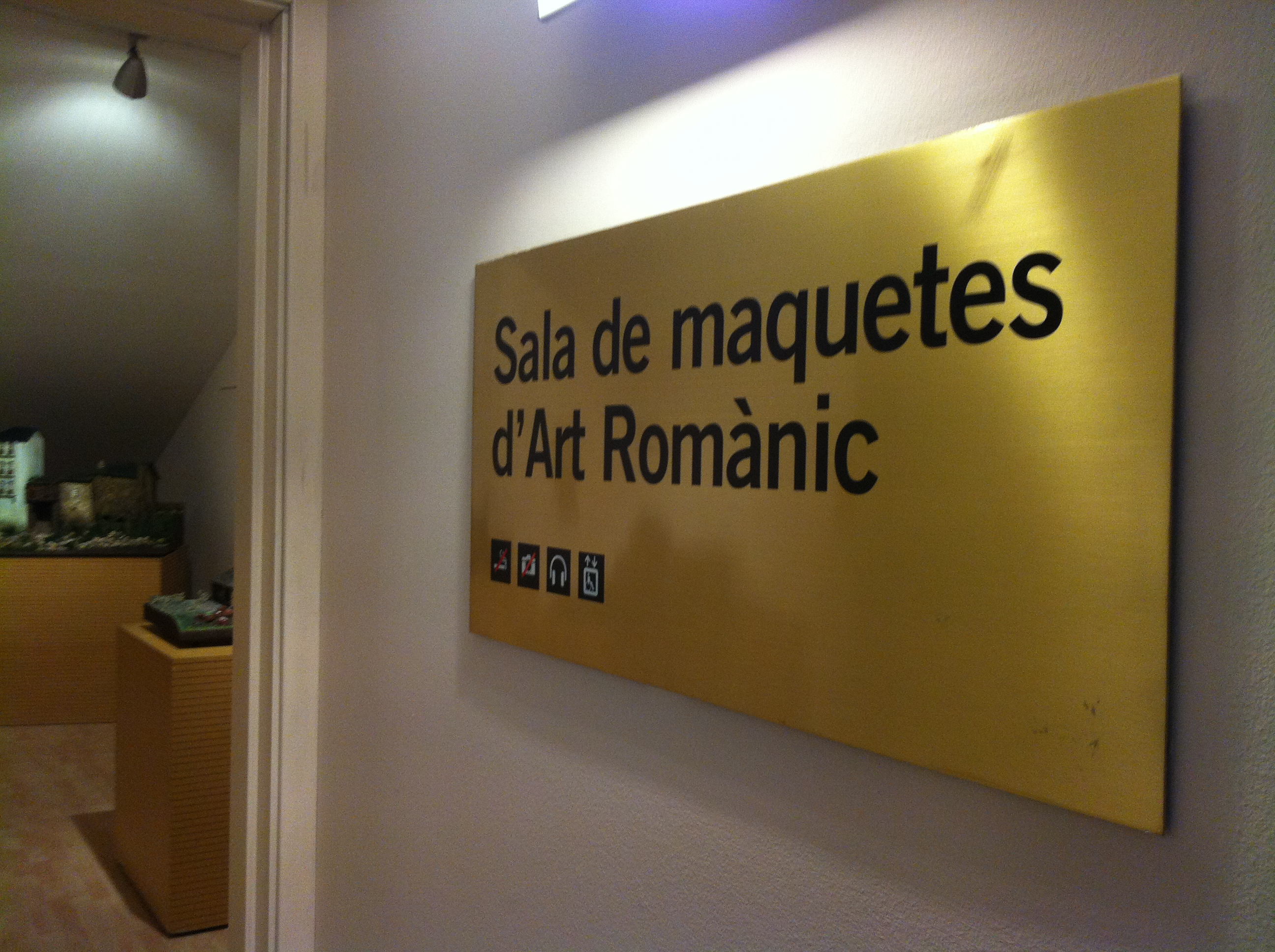
Sala de Maquetes d'Art Romànic

La col·lecció de maquetes està formada per una sèrie de reproduccions de diversos edificis religiosos i civils, la majoria procedents del país, realitzades per l'artesà Josep Colomé. Estan fetes amb materials com pedra i fusta, i destaquen reproduccions d'edificis com Sant Miquel d'Engolasters, Sant Romà de les Bons, Sant Martí de la Cortinada, Sant Joan de Caselles; o la casa d'Areny Plandolit, entre d'altres.

## Exposicions destacades
Al llarg de la seva història, la sala d'exposicions temporals ha organitzat més de 150 exposicions, on destaquen algunes com Egipte. El pas a l'eternitat, del Museu Egipci de Barcelona (2009), Històries d‘una vida. Virxilio Vieitez 1955 – 1965 (2010), Joan Miró. El jardí de les meravelles (2012), Renoir & Manet, impressions de dos genis (2013), Parelles al cinema del Museu del Cinema de Girona (2014), Dalí. La Divina Comèdia (2015), Picasso. Seducció i lluita (2016), This is pop art (2017), Més enllà de Mauthausen, Francesc Boix (2017), La Biblia i Chagall (2018), Art Africà. El batec de la humanitat (2109), Toulouse-Lautrec. L’artista irreverent (2021), Basat en històries reals de la Fundació Fotocolectania (2022), Japó. Una història d'amor i guerra (2023).